# Кобы (Новосанжарский район)

Кобы (укр. Коби) — село,
Столбино-Долинский сельский совет,
Новосанжарский район,
Полтавская область,
Украина.
Код КОАТУУ — 5323486404. Население по переписи 2001 года составляло 238 человек.

## Географическое положение
Село Кобы находится на расстоянии в 1 км от села Столбина Долина.

## Галерея
- Дом культуры
- Мемориальная доска
- Частное хозяйство
- Магазин
- Южный въезд